# Prad am Stilfserjoch
Prad am Stilfserjoch är en ort och kommun i provinsen Sydtyrolen i regionen Trentino-Sydtyrolen i Italien. Kommunen hade 3 624 invånare (2018).